# Collegio di Moray and Nairn
Moray and Nairn fu un collegio elettorale scozzese della Camera dei comuni del Parlamento del Regno Unito dal 1918 al 1983; eleggeva un membro del Parlamento con il sistema maggioritario a turno unico. Nel 1983 l'area del collegio venne redistribuita tra i nuovi collegi di Moray e Inverness, Nairn and Lochaber.

## Membri del parlamento
| Elezione | Elezione | Membro                   | Partito                |
| -------- | -------- | ------------------------ | ---------------------- |
|          | 1918     | Sir Archibald Williamson | Coalizione Liberale    |
|          | 1922     | Thomas Maule Guthrie     | Coalizione Liberale    |
|          | 1923     | James Stuart             | Unionista              |
|          | 1959     | Gordon Campbell          | Unionista/Conservatore |
|          | 1974     | Winnie Ewing             | SNP                    |
|          | 1979     | Alex Pollock             | Conservatore           |
|          | 1983     | Collegio abolito         |                        |

## Risultati elettorali

### Elezioni negli anni 1970
| Partito                    | Partito                                     | Candidato                  | Risultati 3 maggio 1979 | Risultati 3 maggio 1979 |
| Partito                    | Partito                                     | Candidato                  | Voti                    | %                       |
| -------------------------- | ------------------------------------------- | -------------------------- | ----------------------- | ----------------------- |
|                            | Conservatore                                | Alexander Pollock          | 14 220                  | 40,07                   |
|                            | SNP                                         | Winnie Ewing               | 13 800                  | 38,89                   |
|                            | Liberale                                    | Steve Rodan                | 4 361                   | 12,29                   |
|                            | Laburista                                   | G E Scobie                 | 3 104                   | 8,75                    |
|                            |                                             |                            |                         |                         |
| Iscritti                   | Iscritti                                    | Iscritti                   | 45 804                  | 100,00                  |
| ↳ Votanti (% su iscritti)  | ↳ Votanti (% su iscritti)                   | ↳ Votanti (% su iscritti)  | 35 485                  | 77,47                   |
| ↳ Astenuti (% su iscritti) | ↳ Astenuti (% su iscritti)                  | ↳ Astenuti (% su iscritti) | 10 319                  | 22,53                   |
|                            |                                             |                            |                         |                         |
|                            | Esito: collegio passa da SNP a Conservatore |                            |                         |                         |

| Partito                    | Partito                          | Candidato                  | Risultati 10 ottobre 1974 | Risultati 10 ottobre 1974 |
| Partito                    | Partito                          | Candidato                  | Voti                      | %                         |
| -------------------------- | -------------------------------- | -------------------------- | ------------------------- | ------------------------- |
|                            | SNP                              | Winnie Ewing               | 12 667                    | 41,17                     |
|                            | Conservatore                     | Alexander Pollock          | 12 300                    | 39,98                     |
|                            | Laburista                        | E.G. Smith                 | 2 985                     | 9,70                      |
|                            | Liberale                         | Keith Schellenberg         | 2 814                     | 9,15                      |
|                            |                                  |                            |                           |                           |
| Iscritti                   | Iscritti                         | Iscritti                   | 41 175                    | 100,00                    |
| ↳ Votanti (% su iscritti)  | ↳ Votanti (% su iscritti)        | ↳ Votanti (% su iscritti)  | 30 766                    | 74,72                     |
| ↳ Astenuti (% su iscritti) | ↳ Astenuti (% su iscritti)       | ↳ Astenuti (% su iscritti) | 10 409                    | 25,28                     |
|                            |                                  |                            |                           |                           |
|                            | Esito: collegio confermato a SNP |                            |                           |                           |

| Partito                    | Partito                                     | Candidato                  | Risultati 28 febbraio 1974 | Risultati 28 febbraio 1974 |
| Partito                    | Partito                                     | Candidato                  | Voti                       | %                          |
| -------------------------- | ------------------------------------------- | -------------------------- | -------------------------- | -------------------------- |
|                            | SNP                                         | Winnie Ewing               | 16 046                     | 49,26                      |
|                            | Conservatore                                | Gordon Campbell            | 14 229                     | 43,68                      |
|                            | Laburista                                   | E.G. Smith                 | 2 299                      | 7,06                       |
|                            |                                             |                            |                            |                            |
| Iscritti                   | Iscritti                                    | Iscritti                   | 41 739                     | 100,00                     |
| ↳ Votanti (% su iscritti)  | ↳ Votanti (% su iscritti)                   | ↳ Votanti (% su iscritti)  | 32 574                     | 78,04                      |
| ↳ Astenuti (% su iscritti) | ↳ Astenuti (% su iscritti)                  | ↳ Astenuti (% su iscritti) | 9 165                      | 21,96                      |
|                            |                                             |                            |                            |                            |
|                            | Esito: collegio passa da Conservatore a SNP |                            |                            |                            |

| Partito                    | Partito                                   | Candidato                  | Risultati 18 giugno 1970 | Risultati 18 giugno 1970 |
| Partito                    | Partito                                   | Candidato                  | Voti                     | %                        |
| -------------------------- | ----------------------------------------- | -------------------------- | ------------------------ | ------------------------ |
|                            | Conservatore                              | Gordon Campbell            | 13 994                   | 49,39                    |
|                            | SNP                                       | Thomas A Howe              | 7 885                    | 27,83                    |
|                            | Laburista                                 | Peter Talbot               | 6 452                    | 22,77                    |
|                            |                                           |                            |                          |                          |
| Iscritti                   | Iscritti                                  | Iscritti                   | 39 321                   | 100,00                   |
| ↳ Votanti (% su iscritti)  | ↳ Votanti (% su iscritti)                 | ↳ Votanti (% su iscritti)  | 28 331                   | 72,05                    |
| ↳ Astenuti (% su iscritti) | ↳ Astenuti (% su iscritti)                | ↳ Astenuti (% su iscritti) | 10 990                   | 27,95                    |
|                            |                                           |                            |                          |                          |
|                            | Esito: collegio confermato a Conservatore |                            |                          |                          |

### Elezioni negli anni 1960
| Partito                    | Partito                                   | Candidato                  | Risultati 31 marzo 1966 | Risultati 31 marzo 1966 |
| Partito                    | Partito                                   | Candidato                  | Voti                    | %                       |
| -------------------------- | ----------------------------------------- | -------------------------- | ----------------------- | ----------------------- |
|                            | Conservatore                              | Gordon Campbell            | 11 842                  | 48,15                   |
|                            | Laburista                                 | Donald MacKenzie           | 8 384                   | 34,09                   |
|                            | Liberale                                  | Thomas Alexander MacNair   | 4 368                   | 17,76                   |
|                            |                                           |                            |                         |                         |
| Iscritti                   | Iscritti                                  | Iscritti                   | 36 167                  | 100,00                  |
| ↳ Votanti (% su iscritti)  | ↳ Votanti (% su iscritti)                 | ↳ Votanti (% su iscritti)  | 24 594                  | 68,00                   |
| ↳ Astenuti (% su iscritti) | ↳ Astenuti (% su iscritti)                | ↳ Astenuti (% su iscritti) | 11 573                  | 32,00                   |
|                            |                                           |                            |                         |                         |
|                            | Esito: collegio confermato a Conservatore |                            |                         |                         |

| Partito                    | Partito                                | Candidato                  | Risultati 15 ottobre 1964 | Risultati 15 ottobre 1964 |
| Partito                    | Partito                                | Candidato                  | Voti                      | %                         |
| -------------------------- | -------------------------------------- | -------------------------- | ------------------------- | ------------------------- |
|                            | Unionista                              | Gordon Campbell            | 12 741                    | 50,86                     |
|                            | Laburista                              | Gordon McIntosh            | 6 830                     | 27,27                     |
|                            | Liberale                               | John Macleod               | 5 478                     | 21,87                     |
|                            |                                        |                            |                           |                           |
| Iscritti                   | Iscritti                               | Iscritti                   | 35 000                    | 100,00                    |
| ↳ Votanti (% su iscritti)  | ↳ Votanti (% su iscritti)              | ↳ Votanti (% su iscritti)  | 25 049                    | 71,57                     |
| ↳ Astenuti (% su iscritti) | ↳ Astenuti (% su iscritti)             | ↳ Astenuti (% su iscritti) | 9 951                     | 28,43                     |
|                            |                                        |                            |                           |                           |
|                            | Esito: collegio confermato a Unionista |                            |                           |                           |